# Fereidun Abbassi

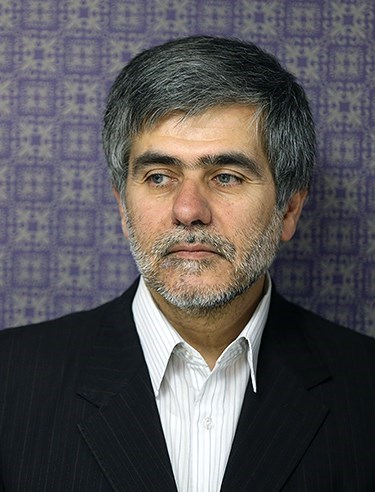
Fereidun Abbassi (2015)

Fereidun Abbassi Dawani (anhörenⓘ auch: Fereidun Abbasi-Dawani, persisch فریدون عباسی دوانی; * 11. Juli 1958 in Abadan; † 13. Juni 2025 in Teheran) war ein iranischer Physiker, Hochschullehrer und von 2011 bis 2013 Leiter des nationalen iranischen Atomprogramms.

## Leben
Abbassi erlangte einen Ph.D. in Kernphysik. Er lehrte als Professor an der Schahid-Beheschti-Universität und war ein Experte für Laser und nukleare Isotopentrennung.
Abbassi wurde international bekannt, als auf ihn am 29. November 2010 in Teheran, zeitgleich mit der Ermordung des Kernphysikers Madschid Schahriari, ein Anschlag verübt wurde. Im Jahr darauf löste er Ali Akbar Salehi, der im Januar 2011 zum Außenminister ernannt worden war, als Chef der Iranischen Atomenergieorganisation ab. 2013 schied er aus dem Amt und sein Vorgänger Salehi wurde wieder in den Posten eingesetzt.
Abbassi wurde am 13. Juni 2025 bei einem israelischen Luftangriff auf Iran getötet (siehe Operation Rising Lion).